# كسرة (لغة)

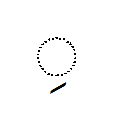
علامة الكسرة.

الكَسْرَة أو الكَسْر هي إحدى الحركات التشكيلية في اللغة العربية، والتي تعتبر إحدى الحركات الدالة على نطق الحرف من حيث المد الصوتي القصير الذي يليه، وترسم كشرطة صغيرة أسفل الحرف ـِ.

## النطق
تُرسم الكسرة كشَرطةٍ صغيرة تحت الحرف، ويكون نطقها بتمديد نهاية الحرف بالياء الخفيفة بشكل قصير وذلك يكون بانجرار اللحي الأسفل عند النطق بالحرف، وإعراب الكلمة التي تكون نهايتها كسرة هي مجرورة.

## في اللغة الفارسية
في فارسية إيران، يُطلق على الكسرة اسم زِرِشْكْ (بالفارسية: زرشک) وتُنطق /e/، وهو نُطق مختلف عن نُطق الحركة في اللغة العربية الفصحى.